# Avenue H
Avenue Hとはかつてホンダが提供していたインターネットサービスである。2008年に携帯電話でのサービス「ケートラ」がサービス開始になったため、2008年12月31日にサービス終了となった。

## 利用方法
細かい会員登録はないが、はじめて走る時に以後も続けて遊べるよう、ユーザーID（ナンバープレート）を発行していた。これをログイン時に入力すると以後継続的に遊べるようになっていた（ナンバープレートの例：「ABC1234」）。
ナンバープレート
ナンバープレート発行時に各自に一本の「道」と一台の「車」、そしてAvenue H中の通貨である「ダホン (Dahon)」が1000Dahon与えられた。ナンバープレートを120日間全く利用しないと、データが抹消されるシステムであった。
道
道を作るには「道のカスタマイズ」の部分で行う。地面の色を変更することができその色はその道に反映される。また、前述した「ダホン」は車を走らせることで徐々にたまっていき、いたるところにある「Honda Cars」でアイテムを購入するのに使うことができる。その値段は様々で、10Dahonと言うとてもお手頃なものから30万Dahonを超える非常に高いものまで存在する。また、Honda Carsでは車も売っており、安いもので800Dahon、高いものでは50万Dahonもするものもあった。
購入したアイテムは、前述の「道のカスタマイズ」内にある「アイテムを配置」の部分で好きな所に置くことができる。ただしCPUの関係で置く場所が限られていた。

## チャット機能
Avenue Hではチャット機能もあった。ただ、それは一般的なものとは異なり、道路上で、「お話」をするものである。言葉を打ち、送信すると、自分の「車」がしゃべるように吹き出しが出て、数秒後に消える。　　追記（一回喋るにつき１ダホン入る）追記者kodai
また、それぞれの道に掲示板のようなものがあり、そこにも自分の書いた項目を乗せることができる。